# Antocha latistilus
Antocha latistilus är en tvåvingeart som beskrevs av Torii 1992. Antocha latistilus ingår i släktet Antocha och familjen småharkrankar. Inga underarter finns listade i Catalogue of Life.